# Megalomys curazensis
Megalomys curazensis is een fossiel knaagdier uit het Pleistoceen van Curaçao (Nederlandse Antillen). Het behoort binnen de geslachtengroep der rijstratten (Oryzomyini) tot het geslacht Megalomys, dat ook enkele recenter uitgestorven soorten uit de Bovenwindse Eilanden omvat. Het dier kwam 130.000 tot 400.000 jaar geleden op Curaçao voor en stierf al voor het begin van het Holoceen uit, mogelijk door concurrentie met Oryzomys curasoae.
M. curazensis is een zeer grote rijstrat, met de eerste bovenkies (M1) bijvoorbeeld 3,0 tot 3,8 millimeter lang en 2,0 tot 2,6 millimeter breed. De kiezen lijken op die van andere rijstratten, in het bijzonder op andere soorten van Megalomys.